# Liste der Flugplätze in Malta
Dies ist eine Liste aller Flugplätze in Malta. Sie beinhaltet sowohl Flughäfen als auch die Hubschrauberlandeplätze (Heliports) in Malta.

## Zivile Flughäfen
| Ort        | Insel | Name des Flughafens                                             | IATA-Code | ICAO-Code | Passagiere (2023) | Lage                         |
| ---------- | ----- | --------------------------------------------------------------- | --------- | --------- | ----------------- | ---------------------------- |
| Luqa/Gudja | Malta | Flughafen Malta (Malta International Airport; ehemals RAF Luqa) | MLA       | LMML      | 7.800.000         | 35° 51′ 27″ N, 14° 28′ 39″ O |

## Hubschrauberlandeplätze
| Ort         | Insel  | Name des Heliports               | IATA-Code | ICAO-Code | Lage                        |
| ----------- | ------ | -------------------------------- | --------- | --------- | --------------------------- |
| Xewkija     | Gozo   | Xewkija Heliport (Gozo Heliport) | GZM       | LMMG      | 36° 1′ 38″ N, 14° 16′ 19″ O |
| Għajnsielem | Comino | Comino Heliport                  | JCO       |           | 36° 0′ 36″ N, 14° 20′ 50″ O |

## Geschlossene Flugplätze
| Ort                  | Insel | Name des Flugplatzes                   | Lage                         | Information in Englisch auf forgottenairfields.com | Anmerkungen      |
| -------------------- | ----- | -------------------------------------- | ---------------------------- | -------------------------------------------------- | ---------------- |
| Attard               | Malta | RAF Ta Kali                            | 35° 53′ 55″ N, 14° 24′ 59″ O | Ta Qali                                            |                  |
| Birżebbuġa (Ħal-Far) | Malta | RAF Hal Far                            | 35° 49′ 2″ N, 14° 30′ 27″ O  | RAF Hal Far (HMS Falcon)                           |                  |
| Birżebbuġa           | Malta | RAF Kalafrana                          | 35° 49′ 10″ N, 14° 32′ 33″ O | Calafrana                                          | Wasserlandeplatz |
| Marsa                | Malta | Marsa airfield                         | 35° 52′ 37″ N, 14° 29′ 16″ O | Marsa                                              |                  |
| Qrendi               | Malta | RAF Krendi (RAF Qrendi)                | 35° 50′ 16″ N, 14° 25′ 56″ O | Qrendi                                             |                  |
| Safi                 | Malta | RAF Maintenance Base Safi              | 35° 50′ 30″ N, 14° 29′ 30″ O | Safi                                               |                  |
| Xewkija              | Gozo  | Ta Lambert airfield (Xewkija airfield) | 36° 1′ 53″ N, 14° 16′ 4″ O   | Ta Lambert                                         |                  |